# 肇国奉公隊
肇国奉公隊（ちょうこくほうこうたい）は、1940年に東京市（ほぼ現在の東京23区）が皇紀2600年記念事業として組織した奉公組織。宮城(現:皇居)外苑の警備や東鄉神社造営の勤労奉仕にあたった。

## 概要

### 日程
- 7時30分　集合　各分隊隊旗貸与
- 8時00分　作業始式（太鼓）
  - 国歌斉唱、宮城(皇居)奉拝、黙祷（武運長久のため）、神武天皇奠都詔奉読、明治天皇御製奉誦、訓示、信条宣誓
- 8時30分　作業説明　作業開始（太鼓）
- 11時30分　作業終式（同前）

作業は宮城（皇居）前の広場の芝生をはがし、新たに土を入れて整地するといった簡単なものであった。作業中は国防色（緑色）の制服を着用した。無償奉仕であり、参加者は肇国奉公隊隊員に登録され、本部の招集に応じることになっていた。基本的に公共施設の掃除や整備活動を行なっていた。真面目で特に活動していた者には表彰がなされている。

### 隊規
- 肇国精神を発揚し、勤労を通じて帝都に於ける記念事業の実施に奉仕するを以て目的とす（原文は漢字カナ文）

## 組織
- 総裁（市長） - 副総裁（助役） - 本部総長（市民局長） - 本部長（記念事業部長） - 次長（記念事業課長） - 本部員（各局課長）
- 統監（二荒伯爵） - 副統監（西郷侯爵） - 指導本部長（陸軍少将） - 本部員（在郷軍人幹部）

帝国在郷軍人会、町内会、青少年団、愛国婦人会、国防婦人会、女子青年団、各種宗教団体（仏教・キリスト教・天理教・金光教など）、学生団体（小学校から大学まで）、官公署、会社、銀行などが組織に応じた。